# Ocejo de la Peña
Ocejo de la Peña es una localidad y pedanía perteneciente al municipio de Cistierna, situado en la comarca de la Montaña Oriental.
Está situado al final de la carretera de Santa Olaja de la Varga.

## Demografía
Tiene una población de 33 habitantes, con 15 hombres y 18 mujeres.